# Брус (Свентокшиське воєводство)
Брус (пол. Brus) — село в Польщі, у гміні Єнджеюв Єнджейовського повіту Свентокшиського воєводства.
Населення — 345 осіб (2011).
У 1975—1998 роках село належало до Келецького воєводства.

## Демографія
Демографічна структура на день 31 березня 2011 року:
|          | Загалом | Допрацездатний вік | Працездатний вік | Постпрацездатний вік |
| -------- | ------- | ------------------ | ---------------- | -------------------- |
| Чоловіки | 170     | 47                 | 107              | 16                   |
| Жінки    | 175     | 37                 | 94               | 44                   |
| Разом    | 345     | 84                 | 201              | 60                   |